# Государственная хлебная инспекция
Государственная хлебная инспекция — орган контроля за качеством зерна, муки и хлебных продуктов. В прошлом также осуществляла государственный контроль за ценами.

## История хлебной инспекции в России
В XVI—XVII вв. в городах Русского царства контроль за ценами и за качеством хлеба на рынках осуществляли «хлебные приставы».
Указ Петра I от 14 января 1725 года детально регламентировал ответственность торговцев и пекарей за продажу сырого или некондиционного хлеба. Надзор осуществляли офицеры полицмейстерской канцелярии.
Екатерина I упразднила созданные Петром I системы надзора за торгово-промышленной деятельностью, но для хлеба сделала исключение. Екатерина I ввела хлебные магазины во всех городах, 
дабы цена хлеба всегда в моих руках была.

## Хлебная инспекция в XX веке

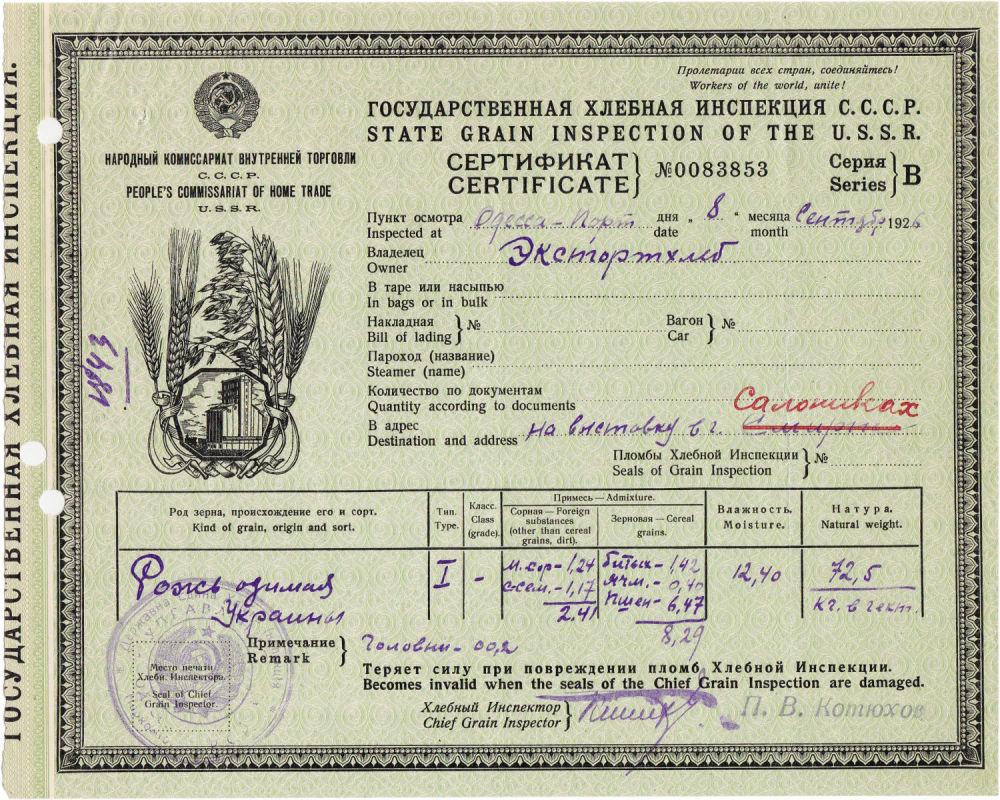
Сертификат государственной хлебной инспекции СССР, 1926 год

14 августа 1923 года была создана Государственная хлебная инспекция для контроля качества зерна и хлеба. В 1994 году хлебная инспекция стала «вневедомственной», что отразилось в новом названии — Государственная хлебная инспекция при Правительстве РФ (Росгосхлебинспекция).
Согласно постановлению Правительства РФ от 15.03.01 N 191 основными задачами Росгосхлебинспекции являются:
- осуществление государственного контроля за качеством и рациональным использованием зерна и продуктов его переработки;
- защита прав потребителей на обеспечение зерном и продуктами его переработки, качество которых соответствует требованиям нормативных и технических документов;
- разработка совместно с заинтересованными федеральными органами исполнительной власти предложений по совершенствованию государственной политики в области повышения качества зерна и продуктов его переработки;
- установление показателей качества и порядка учёта зерна и продуктов его переработки;
- сертификация зерна и продуктов его переработки.

Государственная хлебная инспекция при Правительстве Российской Федерации упразднена 25 декабря 2004 года. Её правопреемником является Федеральное государственное бюджетное учреждение «Центр оценки качества зерна».